# Намгай Пелдон
Намгай Пелдон (англ. Namgay Peldon или Намгай Пелден (англ. Namgay Pelden)) — бутанский политик и судья. В 2008 году стала первой женщиной, избранной главой местного самоуправления (гап) гевога Ташидинг дзонгхага Дагана в Бутане. Была отмечена как влиятельная женщина Бутана.

## Биография
Намгай Пелдон родилась приблизительно в 1983—1985 годах.
В 2008 году была избрана гапом гевога Ташидинг в дзонгхаге Дагана. Намгай Пелдон объяснила свою победу огромной поддержкой жителей своей деревни. Ранее более 10 лет она работала инструктором по неформальному обучению, что помогло ей установить тесные отношения с сельскими жителями:
Как инструктор, я очень часто общалась с людьми. Я всегда была на связи, помогала им составлять заявления и письма. Я также участвовала в общественных собраниях и встречах. Поэтому, когда я выразила желание баллотироваться на выборах, люди также очень поддержали мою идею.
Её победа вдохновила многих бутанских женщин на участие в политических и административных делах государства. Первоначально во время кампании Намгай Пелдон были сомнения относительно того, как она будет совмещать свои личные и профессиональные обязанности. Однако она отметила, что «в Бутане равные и справедливые возможности, поэтому каждый должен выйти вперёд» и что «нет такого закона, который может отказать любой женщине» участвовать.
Намгай Пелдон отдаёт приоритет гендерному равенству и социальной интеграции и ставит это во главу угла своей деятельности. Она руководила строительством комнаты для грудного вскармливания в местном органе власти для удобства работающих и навещающих матерей. Под её руководством и совместно с сектором здравоохранения 98 % домохозяйств в районе её местного самоуправления построили туалеты, уделяя особое внимание людям с ограниченными возможностями. Намгай организовала ежегодные лагеря для проверки здоровья женщин в своём районе, которые не могли позволить себе посещение больницы. Она также мобилизовала средства своей сети, чтобы помочь детям из бедных семей посещать школу. Намгай сыграла важную роль в изменении социальных норм, которые ограничивают участие сельских женщин в официальном руководстве, принятии решений и других видах деятельности, таких как спорт, в котором традиционно доминируют мужчины.
Находясь на посту Гапа, Намгай Пелдон приняла участие в Национальном саммите лидеров, прошедшем в 2012 году в Джайпуре (Индия). Достижения Пелдон на посту Гапа включают строительство новых офисов и дорог, реконструкцию исторического местного храма и строительство оросительных каналов. Она заявляла, что её будущие цели включают строительство местной больницы, улучшение доступа к центру гевога для жителей деревни и увеличения водоснабжения как для орошения, так и для питья. В 2016 году была переизбрана на должность Гапа.
Во время пандемии COVID-19 и последовавшими за ней ограничениями Намгай повышала осведомлённость о домашнем насилии, призывала женщин сообщать о насилии и оказывала поддержку жертвам насилия и жестокого обращения. В рамках национальной программы поддержки пожилых людей во время пандемии она также руководила раздачей лекарств пожилым людям и малоимущим домохозяйствам.

## Личная жизнь
Намгай Пелдон замужем, имеет двоих детей. Она считает себя хорошо образованной по сравнению с большинством бутанских женщин. До своего избрания работала общественным инструктором в дзонгхаге Дагана, помогая местным жителям писать или заполнять официальные бумаги.